# 姆韋魯湖小棱鯡
姆韋魯湖小棱鯡為輻鰭魚綱鲱形目鲱科的其中一種，被IUCN列為次級保育類動物，分布於非洲姆韋魯湖流域，體長可達3.5公分，棲息在湖泊，可做為食用魚。

## 擴展閱讀
維基物種上的相關：姆韋魯湖小棱鯡